# Tringa
Tringa Linnaeus, 1758 è un genere di uccelli, prevalentemente acquatici, della famiglia Scolopacidae.

## Tassonomia
Sulla base di recenti studi filogenetici sono state inserite in questo genere alcune specie che in passato erano attribuite ai generi Heteroscelus e Catoptrophorus.

In base a tali acquisizioni il genere comprende attualmente le seguenti specie viventi:
- Tringa ochropus Linnaeus, 1758 - piro-piro culbianco
- Tringa solitaria A.Wilson, 1813 - piro-piro solitario
- Tringa incana (J.F.Gmelin, 1789) - piro-piro vagabondo
- Tringa brevipes (Vieillot, 1816) - piro-piro asiatico
- Tringa flavipes (J.F.Gmelin, 1789) - totano zampegialle minore
- Tringa semipalmata (J.F.Gmelin, 1789) - totano semipalmato
- Tringa totanus (Linnaeus, 1758) - pettegola
- Tringa stagnatilis (Bechstein, 1803) - albastrello
- Tringa glareola Linnaeus, 1758 - piro-piro boschereccio
- Tringa erythropus (Pallas, 1764) - totano moro
- Tringa nebularia (Gunnerus, 1767) - pantana comune
- Tringa guttifer (Nordmann, 1835) - pantana macchiata
- Tringa melanoleuca (J.F.Gmelin, 1789) - totano zampegialle maggiore

Sono state descritte anche le seguenti specie fossili:
- †; T. antiqua (tardo Pliocene)
- †; T. ameghini (tardo Pliocene)
- †; T. sp. 1 (tardo Miocene/inizio Pliocene)
- †; T. sp. 2 (tardo Miocene/inizio Pliocene)
- †; T. spp. (inizio Miocene)
- †; ?T. gracilis (inizio Miocene)
- †; ?T. lartetianus (inizio Miocene)
- †; ?T. grivensis (medio Miocene)
- †; ?T. majori (medio Miocene)
- †; ?T. minor (medio Miocene)
- †; ?T. grigorescui (medio Miocene)
- †; ?T. scarabelli (tardo Miocene, ritrovato a Senigallia)
- †; ?T. numenioides (inizio Pliocene)